# Freisinger Moos
Freisinger Moos este o arie protejată (arie de protecție specială avifaunistică — SPA) din Germania întinsă pe o suprafață de 1.134,84 ha, integral pe uscat.

## Localizare
Centrul sitului Freisinger Moos este situat la coordonatele 48°22′06″N 11°41′00″E / 48.3683°N 11.6833°E.

## Înființare
Situl Freisinger Moos a fost declarat arie de protecție specială avifaunistică în septembrie 2006 pentru a proteja 12 specii de animale.

## Biodiversitate
Situată în ecoregiunea continentală, aria protejată nu include niciun habitat protejat.
La baza desemnării sitului se află mai multe specii protejate de  păsări (12): pescăruș albastru (Alcedo atthis), fâsă de luncă (Anthus pratensis), erete de stuf (Circus aeruginosus), prepeliță (Coturnix coturnix), cristeiul de câmp (Crex crex), becațină comună (Gallinago gallinago), sfrâncioc roșiatic (Lanius collurio), gușă albastră (Luscinia svecica), codobatura galbenă (Motacilla flava), Numenius arquata arquata, mărăcinar (Saxicola rubetra), nagâț (Vanellus vanellus).
Pe lângă speciile protejate, pe teritoriul sitului au mai fost identificate 1 specie de păsări.